# اوپل سوپر سیکس
اوپل سوپر سیکس (Opel Super Six) خودرویی است که در سال‌های ۱۹۳۷–۱۹۳۸تولید شده‌است.
این خودرو در کلاس خودرو لوکس قرار گرفته، طراحی آن خودروهای موتور جلو-محور عقب بوده طول آن در حالت طبیعی ۴٬۳۷۰ میلیمتر (۱۷۲٫۰ اینچ)، عرض آن در حالت طبیعی ۱٬۵۶۵ میلیمتر (۶۱٫۶ اینچ) و ارتفاع آن در حالت طبیعی ۱٬۶۰۰ میلیمتر (۶۳٫۰ اینچ) است.

## نگارخانه

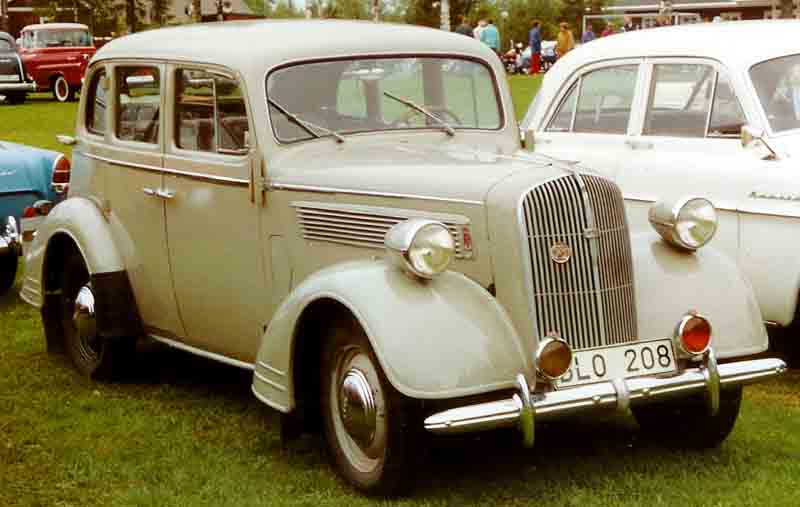
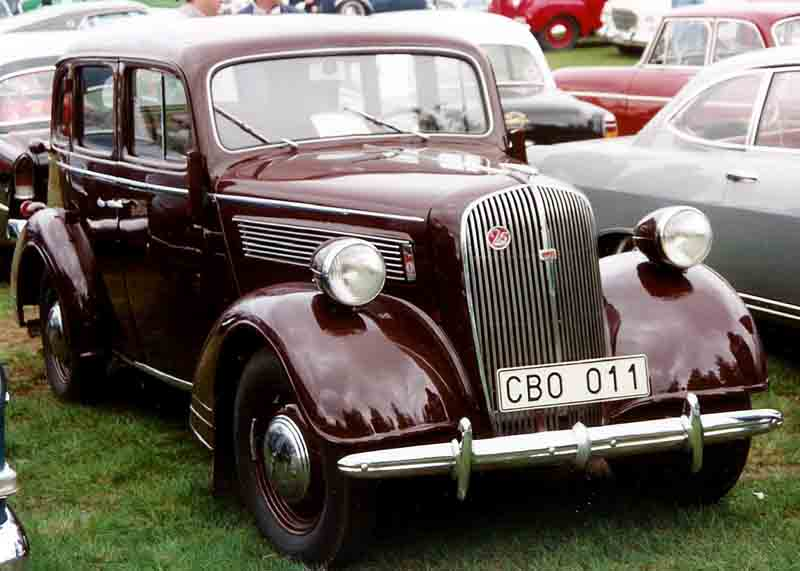